# Pteropera descampsi
Pteropera descampsi är en insektsart som beskrevs av Donskoff 1981. Pteropera descampsi ingår i släktet Pteropera och familjen gräshoppor. Inga underarter finns listade i Catalogue of Life.